# 계산수

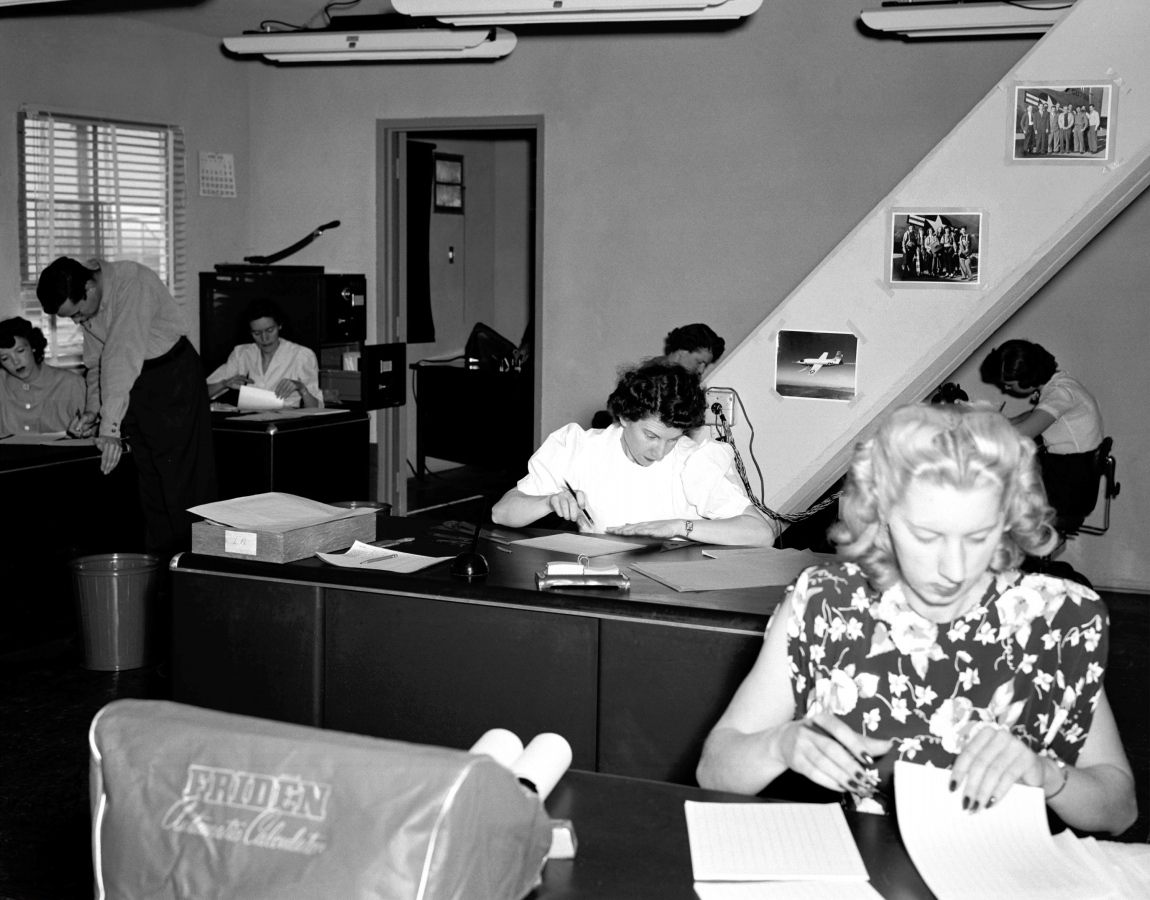
1949년 NASA의 계산수실("computer room").

계산수(計算手, computer)는 17세기 초부터 사용된 용어로(최초로 발견되는 것은 1613년이다), 전자 컴퓨터가 개발되기 전에 손으로 수학 계산(compute)을 하던 사람들을 의미한다.

## 역사
17 세기 초부터 사용된 "컴퓨터"라는 용어는 "계산하는 사람"을 의미했다. 전자 컴퓨터가 상용화되기 전에 수학적 계산을 수행하는 사람이었다. 앨런 튜링은 "인간 컴퓨터"를 "고정된 규칙을 따르고 있는 것으로 추정되는 사람이며, 그는 세부 사항에서 벗어날 권한이 없다."고 설명했다. 종종 19세기 후반 이후의 여성들로 구성된 팀은 길고도 종종 지루한 계산을 수행하는 일로 고용되었다. 이 작업은 병렬로 수행될 수 있도록 분할되었다. 결과의 정확성을 확인하기 위해 종종 별도의 팀에서 동일한 계산을 독립적으로 수행했다.
르네상스 시대의 천문학자들은 행성의 위치를 계산하는 근본적인 작업을 하는 자신에 대해서 "수학자"라고 부르는 만큼, 이 용어를 자주 사용했다. 그들은 그들을 돕는 "컴퓨터"를 빈번하게 고용했다. 요하네스 케플러(1571-1630)와 같은 일부 남성의 경우 과학자의 계산을 지원하는 일이 더 큰 발전으로 나아가기 위한 일시적인 지위였다. 프랑스인 알렉시 클로드 클레로(1713–1765)가 두 동료인 조제프 제롬 랄랑드(1732-1807)와 니콜-렌 르포트(1723-1788)와 함께 핼리 혜성의 귀환 시간을 결정하기 위해 계산을 나누면서 컴퓨팅이 더욱 체계적으로 이루어졌다.

## 같이 보기
- 차분기관
- 멘타트